# Irish Volunteers (1913)
Pour les articles homonymes, voir Irish Volunteers.
En Irlande, les  Irish Volunteers  ont constitué une milice nationaliste, du 25 novembre 1913 jusqu’en 1919.
Elle a été créée pour défendre le projet de loi du Home Rule (autonomie interne) et pour combattre les Ulster Volunteers, une milice unioniste qui a vu le jour en janvier de la même année. Une section féminine est créée en même temps : la Cummann na mBan.
Lors de la Première Guerre mondiale, le débat s’est posé de l’implication des Irlandais, dans le conflit. Une scission s’est opérée au sein du mouvement, un certain nombre de membres, conservant le nom d’Irish Volunteers, observent une stricte neutralité et demeurent à Dublin sous le commandement de Eoin MacNeill, alors que la majorité prend le nom de National Volunteers et incorporent l’armée britannique, derrière leur leader John Redmond.
Irish Volunteers et Cummann participent à l’insurrection de Pâques 1916, qui est écrasée par l’armée britannique. En 1919, la milice se fond dans l’Irish Republican Army (IRA).